# Maximinenkreuz und Maximinenhof in Ahrem

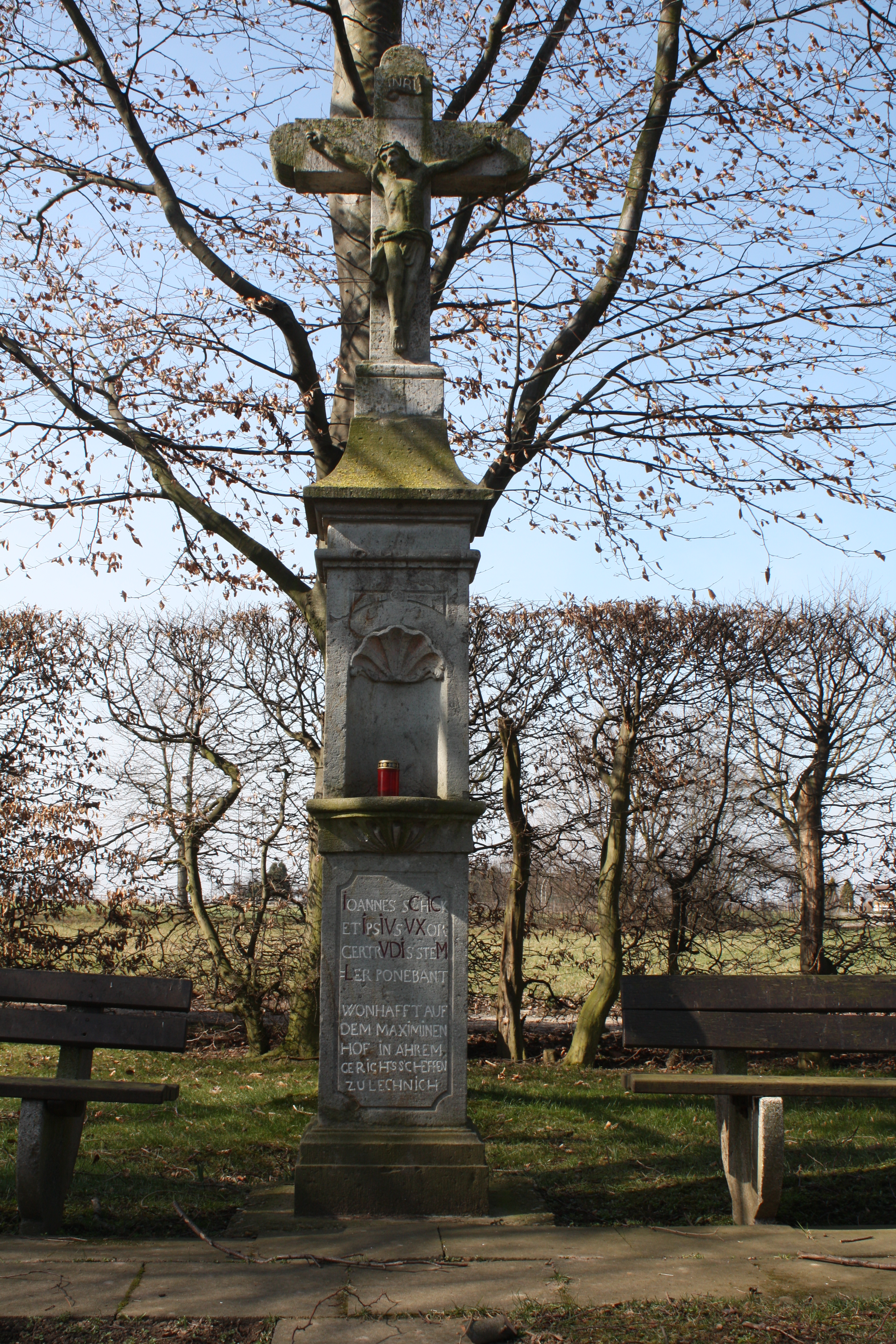
Maximinenkreuz

Das unter Denkmalschutz  stehende Maximinenkreuz auf dem Friedhof in Ahrem  stand ursprünglich am Hofeingang des Maximinenhofes am Nordrand des Ortes in der Nähe des nach Lechenich führenden Ahremer Lichwegs.
Beim Abriss der Hofgebäude 1918 wurde das von den früheren Pächtern des Maximinenhofes errichtete Kreuz versetzt und auf dem Friedhof wieder aufgerichtet.

## Geschichte

### Herkunft des Namens
Der Maximinenhof in Ahrem ist nach dem Augustinerinnenkloster St. Maximin in Köln benannt, das den von Wassergräben umgebenen Hof mit Ölmühle  1641 von Degenhard von Eyll, einem Nachkommen der Haes von Konradsheim für die Kaufsumme von 5506 Reichstalern erworben hatte.
Zum Hof des Klosters St. Maximin gehörten 1 Morgen Garten, 14 Morgen Benden und Weiden, 114 Morgen Ackerland, Ölmühle mit Garten und 1 Viertel Benden, 5 Morgen Ackerland, Bauplatz an der Mühle, ½ Morgen Benden und 2 Morgen Ackerland, wie die im September 1661 durchgeführte Vermessung der geistlichen, adeligen und Bauerngüter in der Stadt Lechenich ergab. Sie war Teil einer von Kurfürst Maximilian Heinrich  angeordneten Vermessung der genannten Güter in Stadt und Amt Lechenich, die der steuerlichen Veranschlagung dienen sollte.

### Erste bekannte Pächter des Maximinenhofes
Seit 1710 sind in den Akten des Klosters St. Maximin in Köln Pachtverträge des Klosters mit den Pächtern in Ahrem erhalten. Der erste erhaltene Pachtvertrag des Klosters wurde 1710 mit Johann Sürth abgeschlossen, der als Jahrpacht für den Maximinenhof in Ahrem 40 Malter Roggen, 13 Malter Gerste, 3 Malter Weizen und 6 Malter Hafer zahlte. Ferner lieferte er ein feistes Schwein zu 150 Pfund, drei Hämmel, ein Lamm, ein Kalb und 12 Taler Bendengeld. Für die zugehörige Ölmühle zahlte er jährlich ein Ohm  Öl und 100 Rübkuchen.
Als das Kloster 1717 den Hof zu Ahrem mit der Ölmühle auf zwölf Jahre an die Eheleute Johann Sürth und Maria Batzen verpachtete, war die Jahrpacht erhöht worden. Das Ehepaar lieferte zusätzlich noch ein Kalb und eine Karre Äpfel an das Kloster in Köln und dem Weingärtner des Klosters zu Poll  100 Bauschen Stroh. An Bendengeld waren 5½ Reichstaler zu zahlen, die Pacht für die Ölmühle betrug zwei Malter Roggen, zwei Goldgulden und ein Ohm Rüböl. 1729 verpachtete das Kloster St. Maximin den Hof in Ahrem wieder auf 12 Jahr an den bisherigen Pächter Johann Sürth und seine zweite Ehefrau Gertraud Brauer unter den gleichen Pachtbedingungen wie 1717.
Die Pächter übernahmen bei der Pachtung die auf dem Hof lastenden Verpflichtungen: Das Haus Konradsheim  erhielt einen Malter Roggen, das Kölner Domkapitel zwei Fass Weizen wegen des Gartens vor dem Hof und das Stift. St. Mariengraden in Köln 10 Fass Weizen wegen der Büsche in der Eilau.
Der 1741 abgeschlossene Pachtvertrag des Klosters St. Maximin mit Johannes Wimmers und seiner Ehefrau Sibilla Zündorfs war nicht von langer Dauer. Wegen der unsicheren Zeiten (Österreichischer Erbfolgekrieg) zahlte der Halfe Johannes Wimmers als Pacht statt Naturalien 62 Reichstaler und 28 Albus. Danach scheint der Pachtvertrag aus unbekannten Gründen erloschen, denn im nächsten Jahr wurde der Maximinenhof neu verpachtet.

### Pächterfamilie Schick
Seit 1742 waren die Eheleute Johann Schick und Gertrud Stemmler Pächter des Maximinenhofes, nachdem das Kloster am 22. Februar 1742 seinen Hof zu Ahrem auf 12 Jahre an die Eheleute verpachtet hatte, die ihn über Jahrzehnte als Pächter bewirtschafteten.
Der letzte Pachtvertrag des Klosters St. Maximin mit dem Ehepaar Johann Schick und Gertrud Stemmler wurde 1778 von Meisterin, Priorin und sämtlichen Konventualinnen des Klosters St. Maximin ausgestellt und galt 12. Jahre. Die Zahlung der Naturalien, die in das Kornhaus des Klosters zu liefern waren, sowie die liefernden Tiere und die Karre Äpfel blieben unverändert. Das Stroh erhielt der Weingärtner zu Keldenich. Als Gebühr für die Hofübernahme, den trockenen Weinkauf zahlte der Pächter dem Kloster 50 Reichstaler. Die Bendenpacht betrug 12 Reichstaler, für die Ölmühle zahlten die Pächter 2 Malter Roggen, ein Ohm Rüböl, 100 Rübkuchen und zwei Goldgulden Bendenpacht. Die auf dem Hof lastenden Verpflichtungen wurden wie üblich übernommen.
Die Pächter, der Lechenicher Gerichtsschöffe Johannes Schick und seine Frau Gertrud Stemmler hatten, wie es an vielen Höfen üblich war, am Hofeingang ein Kreuz errichten lassen mit der Inschrift:

„Johannes Schick et ipsius uxor Gertrudis Stemmler ponebant wohnhafft auf dem Maximinenhof in Ahrem, Gerichtsscheffen zu Lechnich“

 Das Chronogramm ergibt das Jahr 1780.

### Eigentümer nach der Säkularisation
In Folge der Säkularisation wurde der Hof des Klosters mit der Ölmühle 1802 enteignet und 1807 bei der Versteigerung in Aachen von Jakob Cahen, einen Lechenicher Immobilienhändler, erworben. Pächter blieb die Familie Schick, zunächst Peter Schick, der Sohn des Ehepaares Johann Schick und Gertrud Stemmler, der seit 1790 den Hof in Pachtung hatte, danach dessen Sohn Johann Schick, der Enkel des Schöffen. Nach dem Tode Jakob Cahens verkaufte die Familie Cahen im Jahr 1827 den Hof an den bisherigen Pächter Johann Schick. Nach dem plötzlichen Tode Johann Schicks, der 1860 auf dem Felde an einen Herzschlag starb, kam der Hof an die Familie Kiel.

### Nutzung bis nach dem Ersten Weltkrieg
In den zum Maximinenhof gehörenden Mühlengebäuden wurde eine Seilmühle eingerichtet, in der aus Stroh Seile geflochten wurden. 1896 erwarb Franz Mühlhaus das Gebäude und baute es zu einer Wolldeckenfabrik mit Webstühlen, Walkerei, Färberei und Wäscherei aus, in der während des Ersten Weltkrieges Wolldecken für Soldaten und Pferde an der Front hergestellt wurden. Nach dem Ende des Krieges wurde die Produktion eingestellt und das Gebäude diente als Lagerraum.

### Abriss der Hofgebäude, Umbau der Mühlengebäude
Im Jahr 1918 wurden die Hofgebäude wegen ihres schlechten baulichen Zustands zum größten Teil abgerissen. Das erhaltene Mühlengebäude wurde um 1990 zu einem Wohnhaus umgebaut.
An den ehemaligen Maximinenhof und das Hofkreuz erinnert noch die Straßenbezeichnung „Am Maximinenkreuz“.